# 티베리오스 3세
티베리오스 3세(그리스어:Τιβέριος Γ' ο Αψίμαρος, ? - 705년)는 동로마 제국의 군인으로 레온티우스를 몰아내고 698년부터 705년까지 동로마 제국의 황제다. 원래 이름은 아프시마르(Αψίμαρος)였는데 반란을 일으키면서 로마식 이름인 티베리오스로 이름을 바꾸었다.
698년 이슬람 세력이 북아프리카의 동로마 제국의 영토인 카르타고를 공격하자 레온티오스 황제는 함대를 편성하여 북아프리카로 파견했다. 이때 티베리오스도 드룬가리우스 (부제독쯤 되는 비잔티움 직책)으로 원정에 참여했다. 원정은 실패하고 함대는 패전을 황제에게 추궁당할 것을 두려워한 나머지 반란을 일으키기로 하였다.
티베리오스는 이때 황제로 추대되었고 콘스탄티노폴리스로 귀환하여 녹색당의 지지를 얻어 레온티오스의 코를 베어내고 수도원에 감금시킨 후 황제가 되었다.
제위에 오른 후 동생인 이라클리오스의 도움으로 아나톨리아의 육상과 해상 방어를 강화하고 700년에는 이슬람 치하의 시리아를 공격하여 잠시지만 아르메니아의 일부를 빼앗았다. 그위 703년과 704년의 이슬람의 침공을 물리쳤다.
그러나 유배지에 있던 유스티니아노스 2세를 죽이려고 사람을 보냈지만 실패하고 유스티니아노스가 탈출하여 불가르족과 동맹을 맺고 705년 콘스탄티노폴리스로 쳐들어왔다. 티베리오스는 도망쳤으나 결국 붙잡혔고 자신이 폐위시킨 레온티오스와 함께 끌려나와 유스티니아노스에 의해 처형당했다.
| 전임 레온티오스 (695 - 698) | 동로마 제국의 황제 698년 - 705년 | 후임 유스티니아노스 2세 (705 - 711) |